# La dona biònica
La dona biònica (títol original en anglès: The Bionic Woman) és una sèrie de televisió estatunidenca d'acció i de ciència-ficció de 1976, creada per Kenneth Johnson (The Incredible Hulk, V, Alien Nation) i basada en la novel·la Cyborg de Martin Caidin (1972). És protagonitzada per Lindsay Wagner en el paper de Jaime Sommers, una dona que assumeix missions governamentals especials d'alt risc utilitzant els seus poders biònics sobrehumans. La dona biònica és un spin-off de la sèrie televisiva d'acció de ciència-ficció The Six Million Dollar Man de la dècada del 1970. És una de les primeres sèries que van incorporar una superheroïna com a protagonista principal.
La sèrie es va emetre del 14 de gener de 1976 al 13 de maig de 1978, durant tres temporades; les dues primeres originalment a l'ABC i la tercera a la NBC. Va ser una de les primeres sèries de televisió que TV3 va doblar al català i va començar a emetre-la el 1985, després que la sèrie hagués gaudit d'una gran rebuda al seu país d'origen.
Lindsay Wagner va rebre un Primetime Emmy a la millor actriu en sèrie dramàtica el 1977 i va estar nominada al Globus d'Or a la millor actriu en sèrie de televisió dramàtica el 1976 i el 1977.

## Argument
Ojai (Califòrnia). Jaime Sommers (Lindsay Wagner) és una tennista professional de 28 anys que ha patit un greu accident en paracaigudes i es debat entre la vida i la mort. Steve Austin (Lee Majors), el seu amor de juventut, està decidit a salvar-la sigui com sigui i convenç el seu cap, Oscar Goldman (Richard Anderson) i el doctor Rudy Wells (Martin E. Brooks) perquè l'ajudin com ja van fer amb ell. Per tal de recuperar la seva oïda, les cames i el braç, el doctor li implanta peces biòniques al cos; a canvi, Steve es compromet a què Jaime treballi pel govern a l'Oficina d'Intel·ligència Científica. Quan es desperta, Jaime té amnèsia i no recorda Steve, però es construeix una nova vida. Ara, convertida en un organisme cibernètic, fa de professora en una escola i treballa com a agent en missions perilloses combatent el mal utilitzant els superpoders que ha adquirit després de l'operació de reconstrucció: una oïda millorada ultrasensible, dues cames biòniques que li permeten córrer a gran velocitat i un braç artificial d'enorme força.

## Repartiment

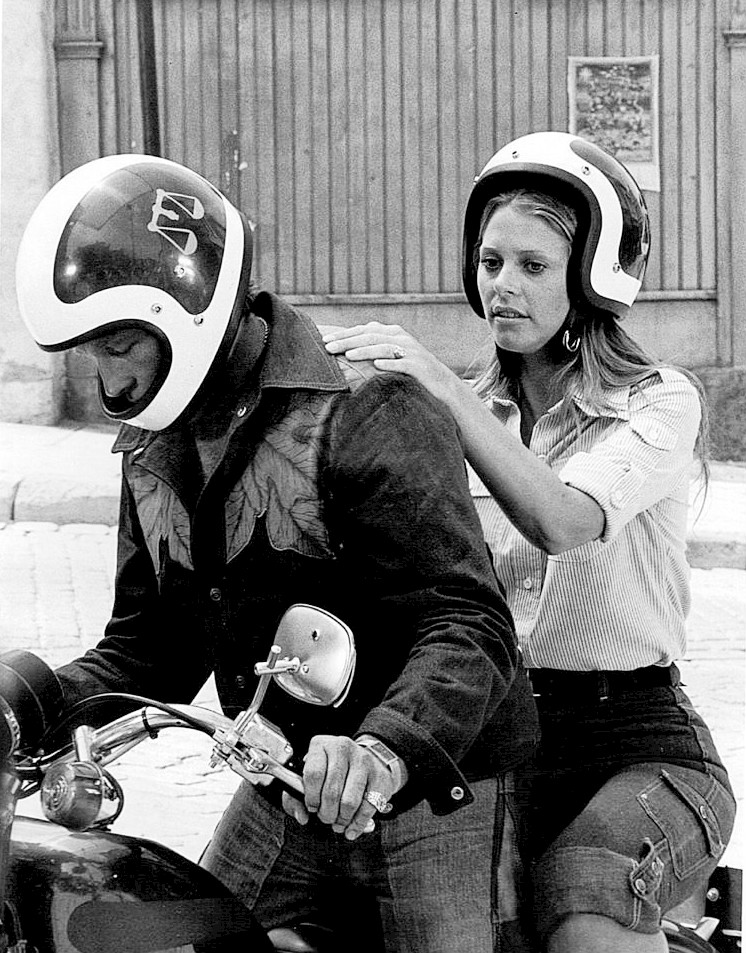
Lindsay Wagner en el paper de Jamie Sommers amb l'actor convidat Evel Knievel en un episodi de la sèrie.

- Lindsay Wagner com a Jaime Sommers, doblada al català per PIlar Rubiella[1]
- Richard Anderson com a Oscar Goldman, doblat al català per Pep Torrents[1]
- Martin E. Brooks com a doctor Rudy Wells
- Lee Majors com a Steve Austin
- Bracken com a Max, el pastor alemany biònic

## Habilitats biòniques
Mitjançant l'ús d'implants quirúrgics biònics, a Jaime se li instal·la una orella dreta biònica amplificada que li permet escoltar a volums baixos, a diverses freqüències i a distàncies inusualment llargues; fins i tot pot sentir un sospir a una milla. També té una força extraordinària en el seu braç dret biònic que li permet doblegar barres d'acer i en les dues cames que li permeten saltar grans distàncies i córrer a velocitats que superen les 60 milles per hora.
Per mantenir la plausibilitat de la sèrie, el creador i productor executiu Kenneth Johnson va posar límits molt específics a les seves habilitats. En una entrevista va explicar: «Quan tractes amb l'àrea de la fantasia, si dius: "Bé, són biònics així que poden fer el que vulguin", aleshores se'ns escapa de les mans, així que has de tenir, regles molt estrictes. [Steve i Jaime] poden saltar enlaire dos pisos, però no tres. Poden saltar avall tres pisos, però no quatre. Jaime no pot tombar un camió, però pot tombar un cotxe.» Aquests límits es van incorporar ocasionalment en episodis, com «Kill Oscar Part 1», en què Jaime es veu obligada a fer un salt massa avall per a les seves cames biòniques, causant-los un dany massiu i gairebé provocant-li la mort.

## Producció i emissió

### Rerefons:The Six Million Dollar Man
Kenneth Johnson, el creador de La dona biònica, era guionista i productor de la sèrie de la cadena ABC The Six Million Dollar Man, a la qual el protagonista (Steve Austin, interpretat per Lee Majors) sofreix un terrible accident durant un vol experimental i han de reemplaçar-li els membres perduts per parts cibernètiques que el faran tenir superpoders. El repartiment d'aquesta sèrie era quasi exclusivament masculí i la sèrie es limitava excessivament als poders de Steve i la seva imatge d'heroi d'acció. Per tal d'humanitzar-lo, Johnson va proposar fer un episodi doble on aparegués el seu amor de juventut i servís de contrapartida femenina, però sense intenció de continuïtat per no fer ombra al personatge principal; en el primer episodi es va fer la presentació del personatge (Jamie Sommers, interpretat per Lindsay Wagner), que té un accident de paracaigudes, i en el segon se li fa la reconstrucció biònica amb implants cibernètics i Jamie moria a causa de problemes derivats dels seus implants.
Arran del gran èxit d'audiència del nou personatge i les peticions dels espectadors demanant-ne la seva reaparició, els directius de l'ABC van decidir «ressuscitar-la» i donar-li vida en una nova sèrie escindida, que van encarregar a Johnson. La seqüela, centrada en Jamie, partia del plantejament que en realitat ella havia sobreviscut a l'operació i havia quedat en coma, però Oscar Goldman (Richard Anderson) i el doctor Rudy Wells (Martin E. Brooks) havien preferit no explicar-ho a Steve per tal que aquest no es desconcentrés durant les seves missions.
Totes dues sèries tenien moltíssimes coses en comú, ja que Jamie Sommers és quasi un clon femení de Steve Austin, els dos secundaris principals de la sèrie original eren els mateixos, i fins i tot molts dolents eren compartits. Altres aspectes que es mantenien eren l'ús d'efectes electrònics per reforçar les proeses i el de la càmera superlenta per simular alta velocitat. A més, sovint ambdues sèries interactuaven i compartien coprotagonistes. Tot i així, La dona biònica dona més espai als sentiments i a la psicologia de l'heroïna que la que tenia Steve a The Six Million Dollar Man, sense deixar de banda l'acció i les demostracions biòniques. Tot i així, la condició de persona de Jamie passa per davant de la d'heroïna i, a diferència de Steve Austin, ella no utilitza els seus superpoders biònics contra un oponent humà ni mata cap persona.

### Producció
Lindsay Wagner, fins aleshores una actriu poc coneguda i antiga model, tenia un contracte amb Universal per actuar a les seves produccions i el finalitzava llavors interpretant Jamie Sommers a l'episodi doble de The Six Million Dollar Man, on havia de morir al final. Aquest va superar totes les expectatives i va conquerir els espectadors amb l'encant i la commovedora interpretació de l'actriu. Gràcies a l'èxit de les audiències, la resurrecció del personatge va fer que aconseguís un nou contracte, més lucratiu que l'anterior, a la nova sèrie on, a més, encarnava la nova heroïna del país, rivalitzant amb Wonder Woman.
La renegociació del contracte amb Universal va permetre-li obenir un caixet de 25.000 $ per l'episodi doble amb què s'encetava La dona biònica, "Welcome Home, Jaime", i que representava una fortuna per a l'època i no era proporcional a la popularitat de Wagner, encara a l'inici de la seva carrera. Per encarnar l'heroïna l'ABC també havia valorat les actrius Sally Field i Stefanie Powers, que no van aconseguir el vistiplau del públic.
Wagner, que no seguia cap entrenament especial per interpretar la dona biònica, comptava amb Rita Eggleston, la seva doble, per moltes de les seqüències.

### Emissió
La cadena ABC va cancel·lar La dona biònica al final de la segona temporada i quan la sèrie gaudia d'una enorme popularitat; el president d'ABC no estava satisfet amb les dades demogràfiques de les seves audiències i va prendre aquesta decisió personal. Immediatament, la cadena NBC va voler fer-ne una tercera temporada i va mantenir-ne tots els aspectes, llevat d'una petita remodelació d'alguns detalls de la capçalera; l'única condició que van tenir per emetre la sèrie va ser la de no poder fer crossovers amb The Six Million Dollar Man.
Les audiències tant de La dona biònica com de The Six Million Dollar Man van anar decreixent mica en mica, fet que va desembocar en la cancel·lació d'ambdues al final de la temporada.

### Música
Jerry Fielding va ser el compositor habitual de la sèrie i en va escriure els seus temes inicial i final. El seu amic Joe Harnell es va fer càrrec de les tasques musicals habituals durant la primera temporada i va escriure nous temes d'obertura i de tancament per a la segona. Quan Fielding va expressar la seva decepció per això, la sèrie va instituir una política especial per utilitzar el tema inicial de Fielding i el tema de tancament de Harnell.

## Episodis
La sèrie es compon d'un total de 58 episodis de 50 minuts distribuïts en tres temporades. L'emissió original als Estats Units va fer-se del 14 de gener de 1976 al 4 de maig de 1977 a la cadena ABC, i del 10 de setembre de 1977 al 13 de maig de 1978 a la NBC. Uns anys més tard, van seguir-los els telefilms The Return of the Six Million Dollar Man and the Bionic Woman (Ray Austin, 1987), Bionic Showdown: The Six Million Dollar Man and the Bionic Woman (Alan J. Levi, 1989) i Bionic Ever After? (Steven Stafford, 1994).
| Temporada | Temporada | Episodis  | Estrena de temporada   | Final de temporada     | Cadena |
| --------- | --------- | --------- | ---------------------- | ---------------------- | ------ |
|           | 1         | 14        | 14 de gener de 1976    | 26 de maig de 1976     | ABC    |
|           | 2         | 22        | 22 de setembre de 1976 | 4 de maig de 1977      | ABC    |
|           | 3         | 22        | 10 de setembre de 1977 | 13 de maig de 1978     | NBC    |
|           | Telefilms | Telefilms | 17 de maig de 1987     | 29 de novembre de 1994 | NBC    |

## Acollida

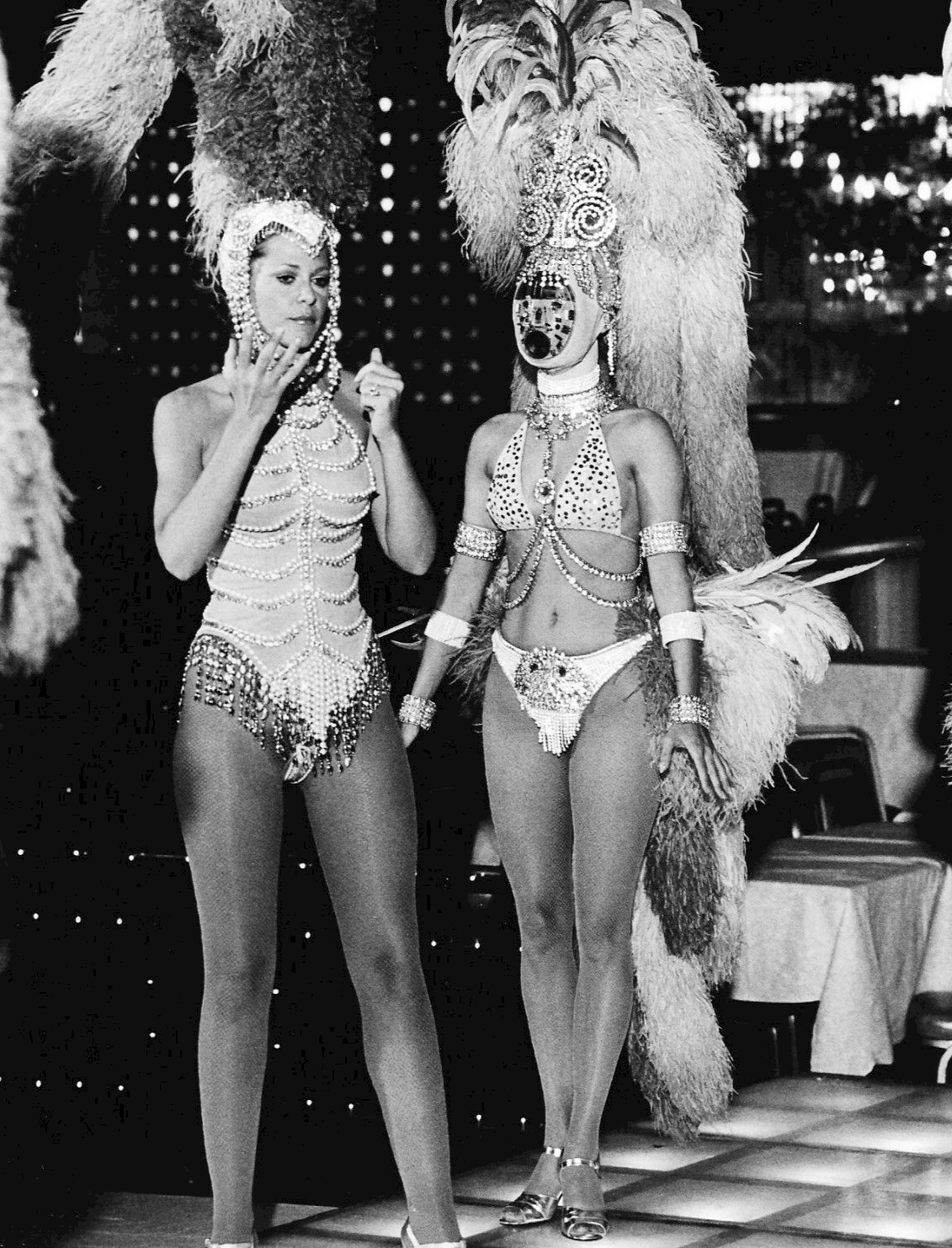
Jaime es fa passar per una corista de Las Vegas per recollir informació sobre l'exèrcit Fembot d'un científic malvat.

La sèrie va estrenar-se al gener com un substitut de The Six Million Dollar Man de mitja temporada i, malgrat ser bàsicament una còpia de l'original, va adquirir ràpidament una gran popularitat; fins i tot en va obtenir més que aquesta durant el temps que van compartir cadena. El fet que la seva protagonista guanyés l'Emmy a la millor actriu el 1977 tampoc no era un fet habitual entre les sèries fantàstiques.

## Obres derivades
La tercera temporada va començar amb l'episodi doble "The Bionic Dog", el backdoor pilot d'una possible nova sèrie protagonitzada per Max, el pastor alemany biònic, seqüela que finalment no va realitzar-se. Max era un animal de laboratori utilitzat per provar les primeres pròtesis biòniques al qual li van col·locar una mandíbula i unes potes biòniques i podia córrer a velocitats de fins a 90 mph.
Arran de l'èxit de les reposicions de The Six Million Dollar Man i de La dona biònica, NBC va ressuscitar els dos protagonistes per a tres telefilms: The Return of the Six Million Dollar Man and the Bionic Woman (Ray Austin, 1987), Bionic Showdown: The Six Million Dollar Man and the Bionic Woman (Alan J. Levi, 1989) i Bionic Ever After? (Steven Stafford, 1994).
La cadena USA Network va voler fer un remake de La dona biònica el 2002 que tampoc no va fructificar, i el 2007 NBC va produir-ne un, que havia encarregat a David Eick (Hercules: The Legendary Journeys, Xena: Warrior Princess, Battlestar Galactica: Blood & Chrome). En aquesta nova versió, una reinvenció completa de la història original, es va prescindir completament del creador original de la sèrie, Kenneth Johnson. A causa de la vaga de guionistes del 2007, Bionic Woman es va veure afectada i la cadena va decidir posar-hi fi arran de la gran davallada de les audiències, fins i tot quan només duien vuit episodis.
Se'n van publicar dos llibres adaptant diversos episodis de la sèrie, tots dos escrits per Eileen Lottman: The Bionic Woman: Welcome Home, Jaime (1976) i The Bionic Woman: Extracurricular Activities (1977), que al Regne Unit estaven atribuïts a Maud Willis i es van anomenar, respectivament, Double Identity i A Question of Life.
Two book Ties were published, both by Eileen Lottman: The Bionic Woman: Welcome Home, Jaime (1976 as by Lottman; vt The Bionic Woman: Double Identity 1976 UK as by Maud Willis) and The Bionic Woman: Extracurricular Activities (1977 as by Lottman; vt The Bionic Woman: A Question of Life 1977 UK as by Maud Willis). [JB/PN]

Jaime Sommers també va protagonitzar diversos còmics, alguns dels quals acompanyada de Wonder Woman.